# Hypagyrtis caesia
Hypagyrtis caesia är en fjärilsart som beskrevs av Druce 1892. Hypagyrtis caesia ingår i släktet Hypagyrtis och familjen mätare. Inga underarter finns listade i Catalogue of Life.